# 重建美好法
重建美好法（英語：Build Back Better Act）是在第117届美国国会提出的一项法案，旨在实现乔·拜登总统的重建美好方案的各个方面。它与《基础设施投资和就业法案》一起从美国就业计划（英語：American Jobs Plan）中剥离出来，作为一个3.5万亿美元的和解方案，包括与气候变化、家庭救助和扩大医疗保险相关的条款。经过谈判，政府支出降至1.75万亿美元。该法案還建议增加公司、高收入家庭和个人的税收。
该法案的缩减版本《2022年降低通胀法案》于2022年8月在参议院與众议院通过，8月16日由美國总统喬·拜登签字生效。

## 背景
重建美好法案是第117屆國會提出的一項法案，旨在實現重建更美好計劃的各個方面。它是從美國就業計劃以及基礎設施投資和就業法案中分離出來的，作為一個3.5兆美元的民主黨和解方案，其中包括與氣候變化和社會政策相關的條款。經過談判，價格降至約2.2兆美元。眾議院於2021年11月19日以220对213票通過了該法案。之後被參議員乔·曼钦抵制而受阻。